# Like Light to the Flies
Like Light to the Flies – pierwszy singel amerykańskiej grupy muzycznej Trivium.
Singel został wydany w 2005 roku w formacie CD przez wytwórnię Roadrunner Records. Nie był oprawiony żadną okładką. Piosenka znalazła się na albumie Ascendancy. Zajęła 7 miejsce na krążku. Utwór trwa 5 minut i 40 sekund. Demo piosenki znalazło się na składance MTV2 Headbangers Ball Volume 2. Utwór znalazł się również w 2007 roku w filmie Smokin’ Aces. Kompozytorami piosenki są Matt Heafy i Corey Beaulieu.
"Like Light to the Flies" była pierwszą piosenką  zespołu, do której powstał teledysk. Pojawił się on w 2004 roku. Na gitarze basowej gra w nim Brent Young, a nie tak jak na albumie studyjnym Paolo Gregoletto. Jest to spowodowane tym, że Gregoletto dołączył do zespołu już po wydaniu singla, ale przed wydaniem płyty.
Tekst utworu jest o przyciąganiu ludzi wszystkimi formami tragedii. Wykazują oni olbrzymie zainteresowanie nieszczęściami, wypadkami. To sprawia, że wszędzie jest o nich tak głośno (radio, telewizja). Ludzie są całkowicie tym zniewoleni.

## Lista utworów
1. "Like Light to the Flies" – 5:40

## Twórcy
- Matt Heafy – śpiew, gitara
- Travis Smith – perkusja
- Corey Beaulieu – gitara
- Brent Young – gitara basowa (teledysk)
- Paolo Gregoletto – gitara basowa (CD)
- Jason Suecof – produkcja
- Andy Sneap – miksowanie